# 잔카를로 스탠턴
잔카를로 크루즈 마이클 스탠턴(영어: Giancarlo Cruz Michael Stanton 장칼로 스탠턴[*], 1989년 11월 8일~)은 미국의 야구 선수로 현재 메이저 리그 베이스볼의 뉴욕 양키스에서 외야수로 뛰고 있다.
메이저리그 데뷔 시즌인 2010년부터 2년간은 마이크 스탠턴(Mike Stanton)이라는 등록명을 사용했었다.
말린스의 통산 홈런 기록을 보유중이며, 2014년에는 말린스와 메이저리그 역사상 최장기간, 최고가 계약인 13년간 3억 2천 5백만 달러의 계약을 맺었다.

## 생애

### 프로 이전
아버지는 아일랜드계 미국인이며, 어머니는 아프리카계 미국인과 푸에르토리코의 혼혈이다. 그런데 "잔카를로"라는 이탈리아계 이름을 지은 것은 부모님이 그 이름이 마음에 들어서이며, 깊은 의미는 없다고 한다.

### 플로리다 말린스

#### 2007년 ~ 2009년

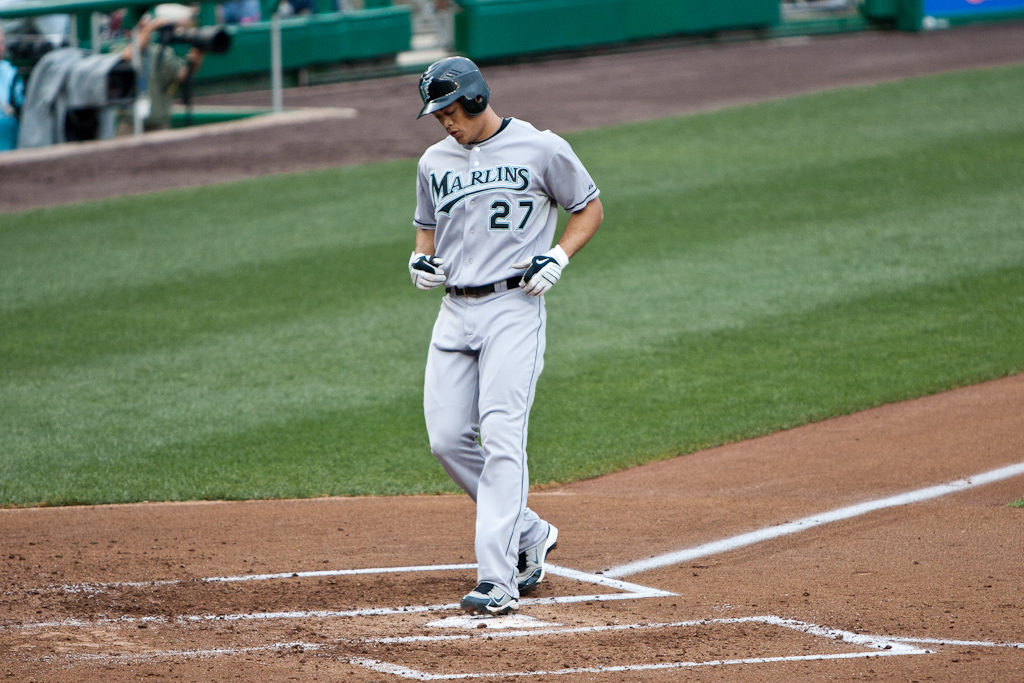
플로리다 말린스 소속 시절의 잔카를로 스탠턴(2010년 9월 12일)

2007년 6월초에 열린 메이저리그 드래프트에서 플로리다 말린스에게 2라운드 전체 76순위로 지명되었다. 스탠턴은 계약을 망설였으나, 8월초에 말린스와 계약을 체결하며 프로선수의 길을 선택한다.
계약 후에는 바로 마이너리그에서 프로 데뷔를 한다. 그해에는 총 17경기에 나서며 2007년을 마치지만, 시즌이 끝난 후에 베이스볼 아메리카에서 뽑은 말린스의 유망주 중에 가장 파워 히터로 평가받는다.
2008년에는 싱글A에서 125경기에 나서며 .293의 타율과 29개의 홈런, 97개의 타점을 기록한다.
일각에서는 단지 구장이 크지 않아서 이러한 성적을 낼 수 있었던 것으로 다음해부터는 성적이 하락할 것이라는 목소리도 있었으며, 이러한 말은 스탠턴의 귀에도 들어간다.
한편, 시즌 도중인 7월이 종료될 시점에 58승 51패로 내셔널 리그 동부지구 3위를 달리고 있던 말린스가 포스트 시즌에 진출하기 위해 보스턴 레드삭스의 매니 라미레즈를 데려오기 위해 트레이드에 대한 의논을 했으나 레드삭스는 스탠턴을 요구했고, 말린스는 이를 거부하며 트레이드가 실현되지는 못한다.
개막은 싱글A에서 맞이하였으며 시즌 시작 후 50경기에서 .294의 타율과 12홈런, 39타점을 기록, 6월초에는 더블A로 승격된다. 7월에는 올스타 퓨처스 게임에 선출되었으며, 5회초에 제이슨 헤이워드와 교체되며 경기에 나선다.
승격된 후에는 79경기에서 .231의 타율과 16개의 홈런, 53타점을 기록한다.

#### 2010년 - 메이저리그 데뷔
2010년에는 전년과 같은 더블A에서 시즌을 시작하며, 개막후 53경기에서 .313의 타율과 21개의 홈런, 52타점을 기록한다. 5월 6일에 있었던 경기에서는 500-550피트(약 152.4~167.6m)로 추정되는 홈런을 쳤으며, 그것을 보고 있던 다니엘 메이어가 조시 존슨에게 "저렇게 멀리 날아간 타구는 지금까지 본적이 없다"라며 바로 전화를 할정도로 20살인 선수에게 있어서는 엄청난 파워를 보였다.
6월 6일에 말린스는 스탠턴을 바로 메이저리그로 콜업 시킬것을 결정하였으며, 당시 앨라배마주의 몽고메리까지 원정을 나가있던 스탠턴에게 구단주인 제프리 로리아가 직접 전화를 걸어서 그 사실을 알렸다.
그리고 직후인 8일에 있었던 필라델피아 필리스와의 원정경기에서 7번 우익수로 선발출장하며 메이저리그 데뷔를 한다. 20살 212일에 메이저리그 데뷔를 한것은 2003년의 미겔 카브레라(20살 67일)에 이어서 구단사상 2번째로 빨리 데뷔한 것이었다.
이 시합에서는 2회초 첫타석에서 카일 켄드릭을 상대로 내야안타를 쳐내며 데뷔 첫 안타를 기록하는 등 5타수 3안타를 치며 기분 좋게 데뷔전을 마친다.
데뷔 첫 홈런은 9경기째인 18일에 있었던 탬파베이 레이스전에서 맷 가르자를 상대로 만루홈런을 친다.
6월 종료 시점에서 19경기에 나와서 .230의 타율과 2홈런, 31삼진으로 저조한 모습을 보였지만 서서히 성적을 올려간다. 7월에는 월간타율은 .233로 크게 다르지 않았으나, 7개의 홈런을 기록한다. 8월에는 11일에 있었던 워싱턴 내셔널스와의 경기에서 5타수 5안타 1홈런 4타점을 기록,
그날부터 3경기동안 4개의 홈런을 치는등, 엄청난 활약으로 이 주의 선수로 뽑힌다.
시즌에서는 그 해 신인 중 가장 많은 22홈런으로 시즌을 마친다. 더블A에 있을 때 쳐낸 홈런까지 합하면 43홈런이나 됐으며, 필리스의 감독인 찰리 매뉴얼은 "그보다 더 공을 강하게 칠 수 있는 선수는 없다."며 감탄하기도 했다.

#### 2011년
2011년에는 스프링 트레이닝 초반에 허벅지에 부상을 당했으며, 그로인해 시범경기에서는 6경기밖에 출전하지 못한다. 4월 1일에 있었던 뉴욕 메츠와의 개막전에서는 4번타자 우익수로 선발출전했으나, 허벅지 부분이 생각보다 호전되지 않아 도중에 교체된다.
다음날부터는 1주일간 출장을 미루거나, 대타로 나왔기 때문에 4월에는 22경기에 나왔으나 2홈런밖에 기록하지 못한다. 또한 6월에는 오른쪽 눈의 시야가 흐리게 보이며 경기에 나오지 못하기도 했다.
이렇듯 잔부상은 많았지만 시즌에서는 리그 5위에 해당하는 34개의 홈런을 친다. 특히, 타수당 홈런수가 15.2였는데, 이는 프린스 필더에 이어서 리그 2위였다.
6월부터 감독대행으로 지휘봉을 잡은 잭 맥키언 감독은 일찍이 자신이 맡았던 팀의 주포였던 카브레라와 스탠턴을 비교하며 많이 닮아있다고 말했는데, 당시 어린 스탠턴을 카브레라와 비교한것은 스탠턴이 해당 시즌보다 더욱 좋은 성적을 낼것을 기대하게 했다.

### 마이애미 말린스

#### 2012년
팀명이 플로리다 말린스에서 마이애미 말린스로 변경된다.
2012년에는 7월에 무릎부상을 당하며 잠시 빠지기도 했으나, 이때까지는 자신에게 있어서 가장 많은 37개의 홈런을 쳤으며, 장타율은 리그 1위를 한다. 8월 17일에 있었던 뉴욕 메츠와의 원정경기에서는 시즌 최장거리에 해당하는 150.6m의 초대형 홈런을 친다.
시즌이 끝난 후인 11월 13일에 말린스가 주력선수들을 토론토 블루제이스에 보내는 대형 트레이드를 했는데, 스탠턴은 그에 대해 자신의 트위터에서 구단에 대한 자신의 심경을 나타냈다.。

#### 2013년
시즌이 시작하기 전인 2월 27일에 2013년 월드 베이스볼 클래식에 미국의 대표로 선출된다.

#### 2014년 - 처음으로 홈런왕이 되다
1월 17일에 말린스와 650만 달러에 1년계약을 맺는다.
9월 11일에 있었던 밀워키 브루어스의 마이크 파이어스가 던진 공이 얼굴에 맞았고, 부상으로 바로 교체된다. 이는 안면 복잡골절로 밝혀졌으며, 시즌아웃으로 이어진다. 부상을 당하기전까지 145경기에 나와서 37개의 홈런을 쳐냈으며, 시즌아웃이 되었음에도 불구하고 개인 첫이자 구단 사상 처음으로 홈런왕이 된다.
또한, 내셔널 리그 외야수 부문 실버슬러거에도 뽑혔으며, 행크 아론상도 받았다.
오프시즌인 11월 20일에는 말린스와 미국 스포츠 사상 최대 계약인 13년 3억 2,500만 달러에 계약을 맺는다.（2028년은 2,500만 달러에 구단 옵션）
참고로 북미 프로 스포츠 사상 최고액이라는 것은 연봉이 아닌 총액에 관해서 역대 최고액이라는 것이다.

#### 2015년
4월 16일에 있었던 뉴욕 메츠전에서 개인 통산 155번째 홈런을 쳐내며, 이로 인해 댄 어글라가 가지고 있던 구단기록을 갱신한다. 6월 26일에는 타석에서 삼진을 당할 때 왼쪽손에 통증을 호소한다. 경기가 끝난 후에 검사를 받았으며, 갈고리뼈 골절이라는 사실이 판명된다. 당연히 부상자 명단에 등재되었으며, 올스타전에 외야수 부문 2위로 선출되나 출전하지는 못했다. 왼손에 골절을 당할때까지 .265의 타율과 27개의 홈런, 67타점을 기록하고 있는 등, 홈런과 타점에서는 양리그 1위를 달리며 무서운 기세를 보였으나 부상에서 복귀하지 못하고 그대로 시즌아웃이 된다.

#### 2016년
2016년에는 5월초부터 6월 중순까지 심각한 타격부진에 빠지며 한때는 타율이 1할대까지 내려간다.
6월말부터 컨디션을 회복하며 7월 5일과 6일에 있었던 경기에서는 이틀에 걸쳐서 4연타석 홈런을 때려냈으며, 타율은 .233까지 끌어올리고 홈런도 20개를 쳐낸다.
올스타전에는 선출되지 못했지만, 홈런더비에 나와서 61개를 쳐내며 우승을 한다.
61개는 2005년에 있었던 홈런더비에서 바비 어브레이유가 친 41개를 크게 웃도는 것으로 역대 홈런더비에서 가장 많은 홈런을 쳐낸 타자가 된다.
8월 13일에 있었던 경기에서는 주루중에 다리를 다치며 부상자 명단에 등재된다.
부진과 부상으로 인해서 시즌에서는 119경기 출장에 그쳤으며, .240의 타율과 27개의 홈런, 74타점 등 성적도 그리 좋지 못했다. 수비에서는 우익수로 106경기에 나와 4개의 실책과, .982의 수비율을 기록했다.
개인 통산 200홈런을 기록하기도 했다.

#### 2017년 - 커리어하이
시즌이 시작하기 전인 1월 24일에는 자신의 인스타그램을 통해서 월드 베이스볼 클래식에 미국 대표로서 참가할 것이라는 의사르 표명했으며,

실제로 2월 9일에는 선출이 확정되며 2013년에 이어서 2번 연속으로 미국 국가대표로 나서게 된다.

대회에서는 2할을 못넘기는 등 부진한 모습을 보이지만, 3월 18일에 있었던 도미니카 공화국과의 경기에서는 결승 투런 홈런을 날리며 활약한다. 3월 22일에는 푸에르토리코와의 결승전에서 승리하며 미국이 우승하는데 기여한다.
전반기에서는 .277의 타율과 27개의 홈런, 60개의 타점을 기록했으며, 이러한 성적을 바탕으로 2년만에 개인통산 4번째로 올스타로 선출되었다. 소속팀인 마이애미 말린스의 홈구장에서 치루어지는 만큼 많은 기대를 받았으나, 홈런더비에서는 1차전 탈락, 게임에서는 3타수 무안타 2삼진에 그치는 등 결과는 그다지 좋지 못했다.
후반기에 들어서는 엄청나게 페이스를 끌어올리며 8월 7일에 있었던 워싱턴 내셔널스전에서는 개인 한시즌 최다홈런에 해당하는 37번째 홈런을 쳐낸다.

8월 11일에는 처음으로 한시즌 40홈런을 쳐냈으며, 1996년 한시즌 42홈런을 기록한 게리 셰필드에 이어서 구단 사상 2번째로 40홈런을 쳐낸 타자가 됐다.
8월 13일에는 시즌 42번째 홈런을 기록하며 셰필드의 구단 한시즌 최다홈런 기록과 타이를 이뤘으며, 개인 통산 250번째 홈런이기도 했다.

8월 27일에 있었던 샌디에이고 파드레스전에서는 자신에게 있어서 처음으로 50홈런을 기록했으며, 8월까지 50홈런을 기록한 역대 6명째 선수이기도 했다.

8월에만 .349의 타율과 18개의 홈런을 쳐냈으며, 이로 인해 월간MVP를 수상한다. 더욱이, 8월에만 18개의 홈런을 쳐낸것은 1937년에 루디 요크가 기록한 이후 처음이었으며, 이는 8월 최다홈런에 해당하는 기록이었다. 시즌 마지막 경기에서는 1번타자로 나서는 등 60홈런을 치기위해 노력했으나, 마지막 3경기에서 홈런을 기록하지 못하며 59홈런으로 시즌을 마감한다. 그래도 홈런, 타점, 장타율은 커리어 하이에 해당하는 성적이었으며, OPS도 처음으로 1.000을 넘겼다. 당연히도 홈런과 타점부문 타이틀을 따냈으며, 특히 홈런수는 2위와 20개 이상 차이가 벌어졌다.

### 뉴욕 양키스
2017년 12월 9일 이젠 더 이상 저지와 숙적인 아닌 같은 팀으로써 2018년도부터 한솥밥을 먹게 되었다.

#### 2018년
양키스 소속 첫 경기인 개막전에서 토론토 블루제이스를 상대로 2홈런과 1안타로 기대한 모습을 보여주었지만 4월엔 계속 삼진만 먹으면서 최악에 모습을 보여주었다. 6월엔 조금 나아진 모습을 보여주었고 8월엔 통산 300홈런을 기록했다. 9월엔 또다시 추락하는 모습을 보여주었고 양키스에서 첫번째 시즌은 좋지않은 모습을 보여주었다. 홈런은 38개로 애런 저지에 부상 공백은 그나마 채워주었지만 타율은 0.266으로 작년보다 낮아졌고 삼진도 많이 당했다. 그래도 이번엔 부상이 없어서 다행이다.

#### 2019년
시즌 초부터 부상을 당했고 3주 결장이 예상됐지만 또다시 여러 부상이 발생했고 6월 18일에 다시 복귀는 했지만 25일에 또 부상으로 결국 9월에 다시 복귀했다. 결국 계속된 부상으로 얼마 뛰지 못했고 홈런은 3개만 기록하게 되었다.

## 수상 경력
- 내셔널리그 MVP 1회: 2017년
- 홈런왕 2회 : 2014년 2017년
- 타점왕 1회 : 2017년
- 실버 슬러거 2회 : 2014년, 2017년
- 행크 에런 상 2회 : 2014년, 2017년
- 월간MVP 1회 : 2012년 5월, 2017년 8월
- 메이저리그 올스타전 선출 4회 : 2012년, 2014년, 2015년, 2017년

## 연도별 타격 성적
| 연 도      | 소 속      | 경 기 | 타 석 | 타 수 | 득 점 | 안 타 | 2 루 타 | 3 루 타 | 홈 런 | 루 타 | 타 점 | 도 루 | 도 루 자 | 희 생 번 | 희 생 플 | 볼 넷 | 고 4 | 사 구 | 삼 진 | 병 살 타 | 타 율 | 출 루 율 | 장 타 율 | O P S |
| ---------- | ---------- | ----- | ----- | ----- | ----- | ----- | ------- | ------- | ----- | ----- | ----- | ----- | -------- | -------- | -------- | ----- | ---- | ----- | ----- | -------- | ----- | -------- | -------- | ----- |
| 2010년     | FLA        | 100   | 396   | 359   | 45    | 93    | 21      | 1       | 22    | 182   | 59    | 5     | 2        | 0        | 1        | 34    | 6    | 2     | 123   | 7        | .259  | .326     | .507     | .833  |
| 2011년     | FLA        | 150   | 601   | 516   | 79    | 135   | 30      | 5       | 34    | 277   | 87    | 5     | 5        | 0        | 6        | 70    | 6    | 9     | 166   | 11       | .262  | .356     | .537     | .893  |
| 2012년     | MIA        | 123   | 501   | 449   | 75    | 130   | 30      | 1       | 37    | 273   | 86    | 6     | 2        | 0        | 1        | 46    | 9    | 5     | 143   | 5        | .290  | .361     | .608     | .969  |
| 2013년     | MIA        | 116   | 504   | 425   | 62    | 106   | 26      | 0       | 24    | 204   | 62    | 1     | 0        | 0        | 1        | 74    | 5    | 4     | 140   | 10       | .249  | .400     | .480     | .845  |
| 2014년     | MIA        | 145   | 638   | 539   | 89    | 155   | 31      | 1       | 37    | 299   | 105   | 13    | 1        | 0        | 2        | 94    | 24   | 3     | 170   | 16       | .288  | .395     | .555     | .950  |
| 2015년     | MIA        | 74    | 318   | 279   | 47    | 74    | 12      | 1       | 27    | 169   | 67    | 4     | 2        | 0        | 3        | 34    | 6    | 2     | 95    | 5        | .265  | .346     | .606     | .952  |
| 2016년     | MIA        | 119   | 470   | 413   | 56    | 99    | 20      | 1       | 27    | 202   | 74    | 0     | 0        | 0        | 2        | 50    | 5    | 4     | 140   | 6        | .240  | .326     | .489     | .815  |
| 2017년     | MIA        | 159   | 692   | 597   | 123   | 168   | 32      | 0       | 59    | 377   | 132   | 2     | 2        | 0        | 3        | 85    | 13   | 7     | 163   | 13       | .281  | .376     | .631     | 1.007 |
| 2018년     | NYY        | 158   | 705   | 617   | 102   | 164   | 34      | 1       | 38    | 314   | 100   | 5     | 0        | 0        | 10       | 70    | 5    | 8     | 211   | 17       | .266  | .343     | .509     | .852  |
| 2019년     | NYY        | 18    | 72    | 59    | 8     | 17    | 3       | 0       | 3     | 29    | 13    | 0     | 0        | 0        | 1        | 12    | 0    | 0     | 24    | 1        | .288  | .403     | .492     | .894  |
| 2020년     | NYY        | 23    | 94    | 76    | 12    | 19    | 7       | 0       | 4     | 38    | 11    | 1     | 1        | 0        | 0        | 15    | 1    | 2     | 27    | 4        | .250  | .387     | .500     | .887  |
| 2021년     | NYY        | 139   | 579   | 510   | 64    | 139   | 19      | 0       | 35    | 263   | 97    | 0     | 0        | 0        | 3        | 63    | 1    | 3     | 157   | 22       | .273  | .354     | .516     | .870  |
| 2022년     | NYY        | 110   | 452   | 398   | 53    | 84    | 7       | 0       | 31    | 184   | 78    | 0     | 0        | 0        | 3        | 50    | 2    | 0     | 137   | 8        | .211  | .297     | .462     | .759  |
| 통산：13년 | 통산：13년 | 1434  | 6022  | 5237  | 815   | 1383  | 272     | 11      | 378   | 2811  | 971   | 42    | 15       | 0        | 36       | 697   | 83   | 49    | 1696  | 125      | .264  | .354     | .537     | .890  |

- 2022시즌 종료 기준
- 각년도의 굵은 글씨는 리그 최고

## 같이 보기
- 메이저 리그 베이스볼 최우수 선수상

### 주해
1. ↑  자세히는 마이애미 말린스문서 참조.

### 출전
1. ↑  Joe Frisaro / MLB.com, "Marlins slugger is Giancarlo, not Mike, Stanton[깨진 링크(과거 내용 찾기)]," marlins.com, February 29, 2012. 2012년 3월 1일 열람。
2. ↑  Stanton continues torrid run with 40th homer 보관됨 2017-08-14 - 웨이백 머신 MLB.com (2017년 8월11일) 2017년 8월 12일 열람
3. ↑  Dave Hyde, Sports Columnist, "Stanton is the Marlins' Next Great One 보관됨 2017-08-28 - 웨이백 머신," Sun Sentinel, May 12, 2010. 2010年12月19日閲覧。
4. ↑  Mike Berardino, "Organization Top 10 Prospects: Florida Marlins 보관됨 2016-03-04 - 웨이백 머신," BaseballAmerica.com, November 14, 2007. 2010年12月19日閲覧。
5. ↑  Joe Frisaro / MLB.com, "Stanton's pop doesn't stop in big leagues / Marlins rookie continues homer barrage after tearing up Minors[깨진 링크(과거 내용 찾기)]," marlins.com, September 16, 2010. 2011年10月10日閲覧。
6. ↑  "World Futures vs. U.S. Futures - July 12, 2009," MLB.com. 2010年12月19日閲覧。
7. ↑  Joe Frisaro / MLB.com, "Loria backs Gonzalez, denies speculation / Owner wants Marlins to get back on track to reach goals[깨진 링크(과거 내용 찾기)]," marlins.com, May 7, 2010. 2010年12月19日閲覧。
8. ↑  Ed Price, "Stanton Answers Marlins' Call in Debut 보관됨 2018-06-22 - 웨이백 머신," MLB FanHouse, June 8, 2010. 2010年12月19日閲覧。
9. ↑  Juan C. Rodriguez, Sun Sentinel, "Marlins top prospect Stanton gets much anticipated promotion 보관됨 2010-06-10 - 웨이백 머신," Sun Sentinel, June 6, 2010. 2010年12月19日閲覧。
10. ↑  "Jun 8, 2010, Marlins at Phillies Box Score and Play by Play," Baseball-Reference.com. 2010年12月19日閲覧。
11. ↑  "Jun 18, 2010, Rays at Marlins Box Score and Play by Play," Baseball-Reference.com. 2010年12月19日閲覧。
12. ↑  "Aug 11, 2010, Marlins at Nationals Box Score and Play by Play," Baseball-Reference.com. 2010年12月19日閲覧。
13. ↑  "Marlins rookie Mike Stanton named Bank of America Presents the National League Player of the Week 보관됨 2017-10-31 - 웨이백 머신," MLB.com, August 16, 2010. 2010年12月19日閲覧。
14. ↑  Joe Frisaro / MLB.com, "Stanton exits early with mild hamstring tightness / Saturday status uncertain, but manager doesn't think it's serious[깨진 링크(과거 내용 찾기)]," marlins.com, April 1, 2011. 2011年10月10日閲覧。
15. ↑  Associated Press, "Mike Stanton out with eye infection," ESPN.com, June 18, 2011. 2011年10月10日閲覧。
16. ↑  Joe Frisaro / MLB.com, "Surging Stanton draws comparisons to Cabrera / Power-hitting outfielder reminds of fellow 'dangerous' hitter[깨진 링크(과거 내용 찾기)]," marlins.com, August 11, 2011. 2011年10月10日閲覧。
17. ↑  ESPN Home Run Tracker :: Ballpark Detail - 2012 Season
18. ↑  Giancarlo Stanton is 'pissed off' and other Twitter reaction to the Marlins-Blue Jays blockbuster trade
19. ↑  Team USA final roster for WBC announced 보관됨 2016-03-05 - 웨이백 머신 USABaseball.com (2013年2月22日) 2015年3月27日閲覧
20. ↑  Joe Frisaro (2014년 1월 18일). “Stanton's future remains a question despite pact”. 《MLB.com》. 2014년 1월 19일에 확인함.[깨진 링크(과거 내용 찾기)]
21. ↑  ワールドシリーズMVP、リーグチャンピオンシップシリーズMVP、レギュラーシーズンMVP、シルバースラッガー賞、オールスター選出、ゴールドグラブ賞の受賞で最大1年100万ドルが追加され、球団オプションが行使された2028年シーズンも行われる。
22. ↑  2015年は650万ドル、2016年は900万ドル、2017年は1450万ドル、2018年は2500万ドル、2019年と2020年はそれぞれ2600万ドル、2021年と2022年はそれぞれ2900万ドル、2023年から2025年まではそれぞれ3200万ドル、2026年は2900万ドル、2027年は2500万ドル。
23. ↑  違約金は1000万ドル。
24. ↑  “Marlins sign Giancarlo Stanton to 13-year contract”. 《MLB.com Marlins Press Release》. 2014년 11월 20일. 2017년 11월 15일에 원본 문서에서 보존된 문서. 2014년 12월 11일에 확인함.
25. ↑  Mark Polishuk, Steve Adams (2014년 11월 20일). “Marlins, Giancarlo Stanton Agree To 13-Year, $325MM Contract”. 《MLB Trade Rumors》. 2014년 12월 11일에 확인함.
26. ↑  “スタントン、13年384億円の最高契約　マーリンズ発表”. 《日本経済新聞》. 2014년 11월 20일. 2014년 11월 21일에 확인함.
27. ↑  “イチロー　スタントン故障で右翼レギュラーに”. 《東スポWeb》. 2016년 8월 15일. 2016년 12월 2일에 원본 문서에서 보존된 문서. 2016년 12월 2일에 확인함.
28. ↑   Giancarlo Stanton - 인스타그램 (2017年1月24日) 2017年3月3日閲覧
29. ↑  USA Baseball Announces 2017 World Baseball Classic Roster 보관됨 2017-02-12 - 웨이백 머신 USABaseball.com: The Official Site of USA Baseball (2017年2月9日) 2017年3月16日閲覧
30. ↑  American Beauty: USA dominates PR in final 보관됨 2017-11-11 - 웨이백 머신 World Baseball Classic(2017年3月22日) 2017年3月23日閲覧
31. ↑  Marlins fall despite Stanton's 37th clout 보관됨 2017-08-12 - 웨이백 머신 MLB.com (2017年8月8日) 2017年8月12日閲覧
32. ↑  Stanton ties franchise mark with 42nd homer 보관됨 2017-08-19 - 웨이백 머신 MLB.com(2017年8月13日) 2017年8月14日閲覧
33. ↑  Marlins 'Cruz' to sweep on Stanton's 50th HR 보관됨 2017-09-02 - 웨이백 머신 MLB.com(2017年8月27日) 2017年8月28日閲覧